# Liste der Kulturdenkmale in Osterrönfeld
In der Liste der Kulturdenkmale in Osterrönfeld sind alle Kulturdenkmale der schleswig-holsteinischen Gemeinde Osterrönfeld (Kreis Rendsburg-Eckernförde) und ihrer Ortsteile aufgelistet (Stand: 14. April 2025).
Die Bodendenkmale sind in der Liste der Bodendenkmale in Osterrönfeld aufgeführt.

## Legende
In den Spalten befinden sich folgende Informationen:
- Objekt-ID: die Nummer des Kulturdenkmales
- Lage: die Adresse des Kulturdenkmales und die geographischen Koordinaten. Kartenansicht, um Koordinaten zu setzen. In der Kartenansicht sind Kulturdenkmale ohne Koordinaten mit einem roten Marker dargestellt und können in der Karte gesetzt werden. Kulturdenkmale ohne Bild sind mit einem blauen Marker gekennzeichnet, Kulturdenkmale mit Bild mit einem grünen Marker.
- Offizielle Bezeichnung: Bezeichnung des Kulturdenkmales
- Beschreibung: die Beschreibung des Kulturdenkmales
- Bild: ein Bild des Kulturdenkmales

## Sachgesamtheiten
| Objekt-ID | Lage                                        | Offizielle Bezeichnung | Beschreibung | Bild |
| --------- | ------------------------------------------- | ---------------------- | --- | ---- |
| 15935     | Dorfstraße 11 (54° 17′ 18″ N, 9° 41′ 16″ O) | Hofanlage Schnoor      | ehem. Bauernhof; 1874, später erweitert; Wohn- und Wirtschaftsgebäude mit Vorgarten, Hofpflaster und Einfriedung sowie Stall und Scheune, ortsbildprägende Backsteinbauten - Begründung: geschichtlich, städtebaulich - Schutzumfang: Wohn- und Wirtschaftsgebäude mit Einfriedung, Vorgarten, Hofpflaster; Scheune, Stallgebäude | BW   |

## Bauliche Anlagen
| Objekt-ID      | Lage                                                    | Offizielle Bezeichnung                      | Beschreibung | Bild                             |
| -------------- | ------------------------------------------------------- | ------------------------------------------- | --- | -------------------------------- |
| 15845 Wikidata | An der Hochbrücke (54° 17′ 36″ N, 9° 40′ 58″ O)         | Eisenbahnhochbrücke                         | Die zwischen 1911 und 1913 erbaute Rendsburger Hochbrücke verbindet die beiden Orte Rendsburg und Osterrönfeld über den Nord-Ostsee-Kanal. Sie ist Teil der Eisenbahnstrecke Neumünster–Flensburg–Fredericia und trägt eine angehängte Schwebefähre für den Fußgänger- und Fahrzeugverkehr. Alteintragung (Aktualisierung vorgesehen) - Begründung: Alteintragung (Aktualisierung vorgesehen) - Schutzumfang: Alteintragung (Aktualisierung vorgesehen) - Denkmaltyp: Bauliche Anlage | weitere Fotos \| Fotos hochladen |
| 16301 Wikidata | An der Hochbrücke (54° 17′ 33″ N, 9° 41′ 0″ O)          | Südliches Wartehäuschen an der Schwebefähre | Alteintragung (Aktualisierung vorgesehen) - Begründung: Alteintragung (Aktualisierung vorgesehen) - Schutzumfang: Alteintragung (Aktualisierung vorgesehen) - Denkmaltyp: Bauliche Anlage | weitere Fotos \| Fotos hochladen |
| 17056 Wikidata | Aukamp (54° 17′ 9″ N, 9° 42′ 44″ O)                     | Wehrau-Viadukt                              | Alteintragung (Aktualisierung vorgesehen) - Begründung: Alteintragung (Aktualisierung vorgesehen) - Schutzumfang: Alteintragung (Aktualisierung vorgesehen) - Denkmaltyp: Bauliche Anlage | Fotos hochladen                  |
| 17057 Wikidata | Bokelholmer Chaussee u. a. (54° 17′ 9″ N, 9° 42′ 44″ O) | Eisenbahn-Viadukt                           | Alteintragung (Aktualisierung vorgesehen) - Begründung: Alteintragung (Aktualisierung vorgesehen) - Schutzumfang: Alteintragung (Aktualisierung vorgesehen) - Denkmaltyp: Bauliche Anlage | Fotos hochladen                  |
| 24107          | Dorfstraße 11 (54° 17′ 18″ N, 9° 41′ 16″ O)             | Wohn- und Wirtschaftsgebäude                | Bauernhaus; 1874, später erweitert; mächtiger traufständiger Backsteinbau mit Halbwalmdach, Eingangsloggia hinter schlanken Säulen; mit Vorgarten, Einfriedung und Hofpflaster - Begründung: geschichtlich, städtebaulich - Schutzumfang: Wohn- und Wirtschaftsgebäude, Einfriedung, Vorgarten, Hofpflaster - Denkmaltyp: Bauliche Anlage, Sachgesamtheit: Hofanlage Schnoor | BW                               |
| 24112 Wikidata | Schwarzer Weg (54° 16′ 44″ N, 9° 44′ 1″ O)              | Eisenbahn-Viadukt                           | Alteintragung (Aktualisierung vorgesehen) - Begründung: Alteintragung (Aktualisierung vorgesehen) - Schutzumfang: Alteintragung (Aktualisierung vorgesehen) - Denkmaltyp: Bauliche Anlage | Fotos hochladen                  |

## Gründenkmale
| Objekt-ID | Lage                                     | Offizielle Bezeichnung | Beschreibung | Bild                             |
| --------- | ---------------------------------------- | ---------------------- | --- | -------------------------------- |
| 16080     | Dorfstraße (54° 17′ 17″ N, 9° 41′ 17″ O) | Doppeleiche            | Doppeleiche; wohl 1898; zum 50-jährigen Jubiläum der SchleswigHolsteinischen Erhebung gepflanzt; mit Gedenkstein - Begründung: geschichtlich, wissenschaftlich, städtebaulich - Schutzumfang: Doppeleiche, Gedenkstein, Einfriedung - Denkmaltyp: Gründenkmal | weitere Fotos \| Fotos hochladen |

## Quelle
- Liste der Kulturdenkmale in Schleswig-Holstein – Kreis Rendsburg-Eckernförde

- Karte mit allen Koordinaten:
- OSM |
- WikiMap